# Comuna Glăvile, Vâlcea
Glăvile este o comună în județul Vâlcea, Oltenia, România, formată din satele Aninoasa, Glăvile (reședința), Jaroștea, Olteanca și Voiculeasa.

## Așezarea geografică
Comuna Glăvile este așezată în partea central-estică a județului Vâlcea, pe traseul șoselei Rm. Vâlcea - Șirineasa - Drăgășani, printre dealuri acoperite de păduri, livezi de pomi fructiferi și pășuni naturale.
În cadrul marilor unități de relief ale țării, teritoriul comunei Glăvile face parte din podișul Getic, fiind situat în partea de nord-est a Olteniei la vest de Olt.
Altitudinea medie a reliefului ce formează vatra satului din comună oscilează între 300-400 m.
Din punct de vedere climatic acastă comună beneficiază de un climat blând cu o medie anuală a temperaturii între 15-18 °C,cu o durată anuală de peste 2500 ore de strălucire a soarelui,cu o medie anuală a precipitațiilor de circa 800 mm fiind o zonă ferită de vânturi puternice,care are un climat sănătos și propice vieții și activității umane sub toate aspectele.

### Hotarele
Cu toate localitățiile din jur, comuna Glăvile are numai hotare naturale marcate de cumpăna apelor ce formează bazinul hidrografic al pârâului Pesceana. Astfel, la vest este culmea dealului numit Dealul Stăneștilor și o separă de comuna Stănești; mai la sud se învecinează cu comuna Gușoeni și este delimitată prin Dealul Teiului. La nord se învecinează cu comunele Pesceana și Scundu, delimitată de cea din urmă prin culmea dealului numit Dealul Scundului, deal ce se prelungește până în partea de est, iar de aici încolo hotarul între comuna Orlești și Glăvile îl formează apa Verdea (Apa Verzii), apa este cea care formează hotarul în partea de est și cu comuna Sutești. În partea de sud este hotar delimitat de cișmeaua Ștubeu.

### Vecinii
Comuna Glăvile se învecinează la sud cu comunele Sutești și Amărăști,la est cu comunele Scundu și Orlești,la nord cu comunele Pesceana și Lădești,iar în partea de vest cu comunele Stănești și Gușoeni.

### Suprafața
În cadrul hotarelor și limitelor teritoriale pe care le are comuna cu localitățiile învecinate,are o suprafață de 50 km pătrați.
Suprafața reală folosită de locuitorii comunei ca teren arabil,pășuni,fânețe,vii și livezi neproductive este de 2739 ha,restul reprezintă păduri,dar aparțin de RomSilva. Alte categorii de teren sunt de 2266 ha din care păduri 1941 ha, drumuri 45 ha, ape 63 ha, terenuri nefolosite 5 ha și zone construite circa 212 ha.

## Geografie

### Structura geologică
Zona ce constituie suprafața comunei Glăvile împreună cu suprafețele tuturor localitățiilor din jur,din punct de vedere geologic face parte din podișul Getic.
Dealurile au luat naștere pe fundul unei mări în care depunerile sedimentare duse de râurile montane au format straturi orizontale sau ușor aplecate-la suprafață fiind alcătuite din roci moi, cuaternare. În unele puncte ca „La Crucea lui Vijulie” sau „La Râpă” au avut loc alunecări de teren de tip surpare, ca uramare a alternanței rocilor: la bază — argile, marne, iar la suprafață pachete de straturi cu o rezistență ceva mai mare, care în momentul antrenării în deplasare au cedat prin rupere(surpare) fiind subminat în lateral versantul dealului. Aceste alunecări au imprimat reliefului un aspect dezordonat. Cauza acestor surpări a fost determinată de despăduririle masive și de eroziunea torențială.

### Relieful
Prin așezarea geografică și structura geologică specifică zonei, comuna barbataesti are un relief deluros.După altitudine și alte particularități, relieful comunei se poate împărți în două mari zone și anume:partea de nord-deluroasă și partea de sud-relief de muntoasa. Culmile domoale și paralele ale dealurilor sunt în general orientate pe direcția N-S,fiind despărțite de afluenții pârâului Pesceana ce traversează comuna Glăvile. Spre miazănoapte,altitudinea maximă a dealurilor nu depășește 400m față de nivelul mării,iar spre sud, la hotar cu comuna Amărăști, altitudinea lor scade la 150m. Luncile dintre dealuri ocupă suprafețe mici, sunt înguste și nu depășesc 800m lățime.

### Resursele subsolului
Prin structura geologică și petrografică a reliefului din această zonă,resursele naturale ale subsolului sunt în general rare și în cantități mici.Astfel în albia Pescenei se găsesc și se exploatează nisipuri și pietrișuri folosite de localnici la lucrările de construcții.Ca material de construcție luat din subsol se mai poate adăuga și argila, din care localnicii pregătesc cărămida de zidărie sau cea pentru sobe.
Pentru cunoașterea exactă a resurselor subsolului s-au făcut prospecțiuni geologice prin foraje făcute de Institutul Geologic, dar rezultatele acestora nu au fost comunicate.

### Solurile
Solurile se încadrează în zona solurilor de pădure. Tipul de sol cel mai răspândit este cel brun-roșcat de pădure,caracteristic etajului de stejar,fiind foarte bun pentru cultura pomilor fructiferi, viței de vie și fânețelor.Humusul se formează repede fiind acid și ușor solubil.Cu o răspândire mai limitată sunt solurile aluvionare de luncă ce se întâlnesc în văile dintre dealuri-având fertilitate ridicată,locuitorii le folosesc pentru culturi (grădini, zarzavaturi etc.)
Puțin răspândite sunt solurile nisipoase,argiloase aflate pe pantele dealurilor, versanții dealurilor cât și la poalele acestora. Există și sluri hidromorfe formate în exces de umiditate.

### Populația
După recensământul din 2002,Comuna Glăvile avea în jur de 2500 și ceva de locuitori putând fi numită o comună de mărime mijlocie.Cauza principală a scăderii numărului locuitorilor o constituie migrația sătenilor(mai ales a tinerilor) spre orașe și centre și fenomenului de îmbătrânire ce în prezent este general pentru satele comunei.

## Politică și administrație
Comuna Glăvile este administrată de un primar și un consiliu local compus din 11 consilieri. Primarul, Iustin Duicu[*], de la Partidul Social Democrat, este în funcție din 2016. Începând cu alegerile locale din 2024, consiliul local are următoarea componență pe partide politice:
|  | Partid                          | Consilieri | Componența Consiliului | Componența Consiliului | Componența Consiliului | Componența Consiliului | Componența Consiliului | Componența Consiliului | Componența Consiliului | Componența Consiliului |
|  | ------------------------------- | ---------- | ---------------------- | ---------------------- | ---------------------- | ---------------------- | ---------------------- | ---------------------- | ---------------------- | ---------------------- |
|  | Partidul Social Democrat        | 8          |                        |                        |                        |                        |                        |                        |                        |                        |
|  | Alianța pentru Unirea Românilor | 2          |                        |                        |                        |                        |                        |                        |                        |                        |
|  | Partidul Socialist Român        | 1          |                        |                        |                        |                        |                        |                        |                        |                        |

## Demografie
Componența etnică a comunei Glăvile
     Români (91,08%)
     Alte etnii (8,92%)
Componența confesională a comunei Glăvile
     Ortodocși (90,03%)
     Alte religii (1,12%)
     Necunoscută (8,85%)
Conform recensământului efectuat în 2021, populația comunei Glăvile se ridică la 1.514 locuitori, în scădere față de recensământul anterior din 2011, când fuseseră înregistrați 2.027 de locuitori. Majoritatea locuitorilor sunt români (91,08%). Din punct de vedere confesional, majoritatea locuitorilor sunt ortodocși (90,03%), iar pentru 8,85% nu se cunoaște apartenența confesională.

## Personalități
- Bartolomeu Anania (1921-2011) - cleric ortodox și scriitor român, arhiepiscop al Vadului, Feleacului și Clujului (1993-2011) și mitropolit al Mitropoliei Clujului, Albei, Crișanei și Maramureșului (2006-2011)
- Petre Lăzăroiu (n. 16 mai 1953), judecător la Curtea Constituțională a României